# Perm Steel Tigers 2022
Questa voce raccoglie le informazioni riguardanti i Perm Steel Tigers nelle competizioni ufficiali della stagione 2022.

## Roster
| Roster dei Perm Steel Tigers (2022) |
| --- |
| Quarterback - 9 Maksim Pan'kov - 15 Vladimir Koščeev Running Back - Evgenij Merkušev - 94 Vladislav Konovalov Wide Receiver - 2 Andrej Čekmenev - 5 Vasilij Murtazin - 14 Sergej Kuznecov Tight End - 89 Aleksandr Polygalov - 99 Evgenij Zacharov Offensive Linemen - Aleksandr Zacharov G - 56 Kirill Čupikov C - 61 Matvej Gostjuchin C - 70 Aleksej Paškov G - 77 Evgenij Gruzdev OT Defensive Linemen - Michail Bol'šakov DT - Ruslan Ibragimov DE - Ivan Patakin DT - 12 Il'ja Rožkov DE - 55 Pavel Babin DE - 79 Aleksej Brusnicyn DT - 87 Roman Četin DE Linebacker - Valentin Astapov - Artem Mikov - Maksim Rudin - Andrej Tatarkin - Aleksej Švecov - 25 Sergej Žernakov - 30 Valerij Golovko - 37 Stanislav Tugbaev Defensive Back - Dmitrij Doronin CB - Vadim Karnauchov FS - Vladimir Lebedev CB Special Team |

## EESL Pervaja Liga 2022

### Stagione regolare
| Perm' 7 maggio 2022, ore 9:30 1ª giornata | Perm Steel Tigers | 42 – 6 (0-6 21-0 14-0 7-0) referto | Ekaterinburg Ural Lightnings | Stadion Gajva\| Arbitro: \| Japparov \| |
| Arbitro:                                  | Japparov          |                                    |                              |                                         |

| Čeljabinsk 21 maggio 2022, ore 11:00 2ª giornata | South Urals Scouts | 6 – 28 (0-14 0-7 0-7 6-0) referto | Perm Steel Tigers | Stadion SK Lokomotiv\| Arbitro: \| Abdullin \| |
| Arbitro:                                         | Abdullin           |                                   |                   |                                                |

| Perm' 19 giugno 2022, ore 9:00 4ª giornata | Perm Steel Tigers | 56 – 7 (28-7 14-0 7-0 7-0) referto | South Urals Scouts | Stadion Gajva\| Arbitro: \| Abdullin \| |
| Arbitro:                                   | Abdullin          |                                    |                    |                                         |

| Ekaterinburg 17 luglio 2022, ore 10:30 6ª giornata | Ekaterinburg Ural Lightnings | 32 – 55 (20-7 6-21 0-13 6-14) referto | Perm Steel Tigers | SK Ural\| Arbitro: \| Abdullin \| |
| Arbitro:                                           | Abdullin                     |                                       |                   |                                   |

### Playoff
| Odincovo 6 agosto 2022, ore 16:30 Semifinale | Petrozavodsk Karelian Gunners | 32 – 33 (6-13 14-7 6-0 6-13) referto | Perm Steel Tigers | Stadion Central'nyj\| Arbitro: \| D. Zacharov \| |
| Arbitro:                                     | D. Zacharov                   |                                      |                   |                                                  |

| Odincovo 7 agosto 2022, ore 15:30 Finale | Spartak Bryansk                                                      | 18 – 13 (6-13 0-0 12-0 0-0) referto | Perm Steel Tigers | Stadion Central'nyj\| Arbitri: \| Japparov Abdullin Čechov Ivanova Kazancev Čërnyj Morozov D. Zacharov \| |
| Arbitri:                                 | Japparov Abdullin Čechov Ivanova Kazancev Čërnyj Morozov D. Zacharov |                                     |                   | |

## Statistiche di squadra
| Competizione      | %Vittorie | In casa | In casa | In casa | In casa | In casa | In casa | In trasferta | In trasferta | In trasferta | In trasferta | In trasferta | In trasferta | Totale | Totale | Totale | Totale | Totale | Totale |
| Competizione      | %Vittorie | G       | V       | N       | P       | Pf      | Ps      | G            | V            | N            | P            | Pf           | Ps           | G      | V      | N      | P      | Pf     | Ps     |
| ----------------- | --------- | ------- | ------- | ------- | ------- | ------- | ------- | ------------ | ------------ | ------------ | ------------ | ------------ | ------------ | ------ | ------ | ------ | ------ | ------ | ------ |
| Stagione regolare | 1.000     | 2       | 2       | 0       | 0       | 98      | 13      | 2            | 2            | 0            | 0            | 83           | 38           | 4      | 4      | 0      | 0      | 181    | 51     |
| Playoff           | .500      | 0       | 0       | 0       | 0       | 0       | 0       | 2            | 1            | 0            | 1            | 46           | 50           | 2      | 1      | 0      | 1      | 46     | 50     |
| Totale            | .833      | 2       | 2       | 0       | 0       | 98      | 13      | 4            | 3            | 0            | 1            | 129          | 88           | 6      | 5      | 0      | 1      | 227    | 101    |

## Statistiche personali

### Marcatori
| Giocatore   | Ruolo | TD rush | TD recv | TD int | TD p.ret | TD k.ret | TD oth | Xp1  | Xp2 | FG | Saf | Totale |
| ----------- | ----- | ------- | ------- | ------ | -------- | -------- | ------ | ---- | --- | -- | --- | ------ |
| Polygalov   |       | 6+2     | 4+1     | 0      | 0        | 0        | 0      | 23+3 | 0   | 0  | 0   | 104    |
| S. Kuznecov |       | 3+1     | 0       | 0      | 0        | 0        | 0      | 2+1  | 0   | 0  | 0   | 27     |
| Merkušev    |       | 1+2     | 0       | 0      | 0        | 0        | 0      | 0    | 0   | 0  | 0   | 18     |
| Murtazin    |       | 0       | 1       | 1      | 0        | 1        | 0      | 0    | 0   | 0  | 0   | 18     |
| Pan'kov     |       | 2+1     | 0       | 0      | 0        | 0        | 0      | 0    | 0   | 0  | 0   | 18     |
| E. Zacharov |       | 2       | 1       | 0      | 0        | 0        | 0      | 0    | 0   | 0  | 0   | 18     |
| Konovalov   |       | 2       | 0       | 0      | 0        | 0        | 0      | 0    | 0   | 0  | 0   | 12     |
| Čekmenev    |       | 0       | 1       | 0      | 0        | 0        | 0      | 0    | 0   | 0  | 0   | 6      |
| Koščeev     |       | 0       | 0       | 1      | 0        | 0        | 0      | 0    | 0   | 0  | 0   | 6      |